# Zygmunt Sójka
Zygmunt Sójka (ur. 24 stycznia 1921 w Warszawie, zm. 16 marca 2016 w Gdańsku) – polski ekonomista, specjalizujący się w sprawach żeglugi.

## Życiorys
Jego ojciec, Telesfor, był prawnikiem, a matka, Maria (z domu Jastrzębska) była utalentowaną pianistką. Zygmunt Sójka zdał maturę w 1939, po czym, jako junak Junackich hufców pracy budował umocnienia na granicy z Prusami Wschodnimi. Tam zastał go wybuch wojny. Rozłączony z rodziną, która ewakuowała się do Rumunii, osiadł w Wilnie, gdzie zaczął studia na Wydziale Matematyczno-Przyrodniczym Uniwersytecie Stefana Batorego. Na życie zarabiał jako gazeciarz i konferansjer. Jednocześnie uczył się aktorstwa na konspiracyjnym kursie dramatycznym. Po zamknięciu uniwersytetu pracował w majątku pod Kownem jako prywatny nauczyciel. 
W 1940 wrócił do Wilna i studiował w szkole muzycznej, biorąc też udział w słuchowiskach wileńskiego radia.
Po ataku Niemiec na ZSRR pracował jako sekretarz, magazynier i tłumacz u swojego przyjaciela zamieszkałego w okolicach Wilna. Później krótko pracował jako nauczyciel  w Bezdanach. W 1945 pracował jako nauczyciel w dwóch gimnazjach w Radzyminie Podlaskim, ale już w lipcu 1945 przyjechał do Gdańska, gdzie podjął studia na Wydziale Elektrycznym Politechniki. Z powodu wypadku musiał je porzucić lecz dostał się na studia w Wyższej Szkole Handlu Morskiego w Gdyni (mieszczącej się w Sopocie.
W czasie studiów brał aktywny udział w życiu kulturalnym. Pracował jako lektor, konferansjer i aktor w gdańskim oddziale Polskiego Radia. Był pierwszym konferansjerem podwieczorków przy mikrofonie. Występował w przedstawieniach Teatru Łątek (późniejszy Miejski Teatr Miniatura). W 1948 został przyjęty do Związku Artystów Scen Polskich.
Po ukończeniu studiów, jako magister ekonomii, w 1950 rozpoczął pracę w Instytucie Bałtyckim (później Instytucie Morskim), gdzie pracował następnie przez 32 lata, zajmując  się problemami polskiej polityki morskiej, opracowywaniem założeń do budowy nowych statków oraz rozwoju polskiej żeglugi.
W 1960 obronił pracę doktorską Teoretyczne podstawy rachunku efektywności inwestycji tonażowych w Wyższej Szkole Ekonomicznej w Sopocie. W 1965 uzyskał stopień docenta nauk ekonomicznych transportu na podstawie dorobku naukowego oraz pracy „Statek optymalny”. W 1971 został profesorem nadzwyczajnym, a w 1979 – profesorem zwyczajnym nauk ekonomicznych.
Poza pracą w Instytucie Morskim, Zygmunt Sójka pracował jako docent etatowy w Katedrze Transportu Morskiego Politechniki Szczecińskiej (1967-1969) oraz jako konsultant w gdańskim Centrum Techniki Okrętowej (1976-1980). Był też zatrudniony w Wyższej Szkole Morskiej w Gdyni (1984-1991) oraz Szkole Obsługi Turystycznej w Gdańsku. Był też dziekanem w koszalińskiej Bałtyckiej Wyższej Szkole Humanistycznej (1996-2002).
Do 1989 Zygmunt Sójka opublikował 280 prac naukowych. Był też prezesem zarządu Towarzystwa Przyjaciół Centralnego Muzeum Morskiego w Gdańsku przez 3 kadencje (od 1992).
Za działalność w TPCMM został uhonorowany tytułem Honorowego Prezesa TPCMM (2004). Otrzymał też 22 odznaczenia i odznaki honorowe. Został wpisany do Złotej Księgi Nauki Polskiej.
Pochowany na Cmentarzu Sobieszewskim.